# Simón Felipe de Lippe-Detmold
Simón Felipe de Lippe (Detmold, 6 de abril de 1632-Florencia, 19 de junio de 1650) fue un noble alemán. Fue el conde nominal de Lippe-Detmold desde 1636 hasta su muerte. Sin embargo, como todavía era menor de edad, su abuelo y más tarde su madre actuaron como regentes.

## Biografía
Era el hijo mayor del conde Simón Luis de Lippe y de su esposa, Catalina de Waldeck-Wildungen.
Simón Felipe y sus hermanos menores aún eran menores de edad cuando su padre murió de viruela en 1636. Su madre, Catalina, trató de convertirse en su tutor y regente. Sin embargo, a la edad de 24 años, ella todavía era menor de edad, por lo que intentó que su padre, el conde Cristián de Waldeck-Wildungen, fuera nombrado tutor y regente. Sin embargo, su cuñado, Juan Bernardo, también reclamó la regencia y la tutela de sus sobrinos.
Catalina temía que Juan Bernardo quisiera matar a sus sobrinos y heredar él mismo Lippe. Se puso en contacto con las tropas de Hesse-Darmstadt, que estaban acuarteladas en Lemgo y Rinteln. En 1638, un capitán de Darmstadt secuestró a los niños y los llevó a Lemgo y Hamelín. Más tarde fueron llevados a Marburgo, donde el landgrave Jorge II de Hesse-Darmstadt los tomó bajo su cuidado. Jorge II era su primo hermano, ya que su abuela paterna era la hermana del bisabuelo de los príncipes.
En 1645, Jorge II los llevó a Giessen, para protegerlos de los estragos de la guerra de los Treinta Años. Sin embargo, en Giessen, contrajeron viruela, y los dos hermanos menores de Simón Felipe murieron allí en 1646. Mientras tanto, su madre se había vuelto a casar con el duque Felipe Luis de Schleswig-Holstein-Sonderburg-Wiesenburg, por lo que se había convertido en duquesa. En 1647, secuestró a su hijo nuevamente, y él regresó a Detmold por un desvío. En Detmold, quedó comprometido con la condesa Isabel Carlota de Holzappel, de siete años.
En 1649, Simón Felipe comenzó su Grand Tour. Lo llevó a París, Grenoble, Roma, Milán y Florencia. En Florencia, contrajo viruela. Murió allí en 1650. Como no tenía heredero, su tío, Juan Bernardo, heredó el condado.